# 尾亦弘友希
尾亦 弘友希（おまた ひろゆき、1983年9月1日 - ）は、東京都杉並区出身の元プロサッカー選手、サッカー指導者。ポジションはディフェンダー（主に左サイドバック）。

## 来歴
小学校2年生の時にサッカーを始める。FC東京の下部組織に加入し、同期の馬場憂太、高橋延仁らと共に2001年のクラブユース選手権で優勝した。2002年、馬場と共にFC東京のトップチームへ昇格。クラブ創設以来初の下部組織からのトップ昇格だった。同年4月の市原戦で左サイドハーフとして途中投入され、この試合がJリーグデビューとなった。U-19日本代表としても活動し、左足のキックに高評価を受けていたが、馬場が主力格となる一方で、尾亦は金沢浄らからポジションを奪えずにいた。2003年には2ヶ月間、FCポルトへ短期留学。2004年には大宮アルディージャへ期限付き移籍。大宮ではセンターバックとしても練習を積み、守備面を強化させた。2005年にFC東京へ復帰。左足からのクロスに力強さを増したものの、サイドバックのバックアッパー を務めるに終わった。
2006年よりJ2を戦う湘南ベルマーレに完全移籍。同年のリーグ戦では出場停止を除く全試合に出場し、チーム最多・最長出場を記録。左サイドバックのレギュラーポジションをほぼ手中に収めた。これまで尾亦を見守ってきたFC東京の長澤徹ヘッドコーチによると、2005年当時、プレーからやる気が感じられなくなっていた尾亦に対し「お前は（このままだと今季限りで）クビだから。自分の子供が生まれても、サッカー選手だったことを隠すだろ」と突き放したところ、尾亦はこの言葉に奮起して、これ以後ダッシュやフィジカルの練習をトップでこなすようになったという。結果的には長澤の予告通り契約非更新となってしまったが、Jサテライトリーグなどでの懸命なプレーが伝わって、湘南でチャンスを掴むことができたとのこと。
2008年からJ2セレッソ大阪へ完全移籍。湘南在籍時には果たせなかったJ1昇格を目指していたが、3月の第4節仙台戦で右大臀部筋損傷を負い2ヶ月の離脱。戦線復帰後の8月、第30節古巣・湘南戦では右アキレス腱断裂の大怪我を負い、全治6ヵ月と診断された。2009年シーズン終盤に復帰。2010年は負傷離脱中に台頭した石神直哉からポジションを奪い返し、序盤はレギュラーとして出場していたが、W杯中断期間に負傷して以降は丸橋祐介にポジションを奪われ、リーグ戦の出場は無かった。2011年は自ら希望して背番号をプロ入り時と同じ32に変更。巻き返しを図り、自身初のACL出場も果たしたが、レギュラーを奪回するまでには至らず、同年限りでC大阪を退団した。
2012年よりJ2アビスパ福岡へ完全移籍。サイドからのクロスによるチャンスメイクは健在で攻守に貢献していたが、契約満了により2013年シーズン終了後に退団。その後現役続行を模索していたが、2014年3月に自身のブログで現役引退を表明した。
2014年4月より古巣FC東京の普及部コーチを務める。
2015年、AC長野パルセイロのキャンプに練習生として参加したが 契約には至らず、7月に東京都リーグ3部のCORAZONマタドールで選手復帰。
2016年、東京都リーグ2部の南葛SCにコーチ兼任で加入。
2019年、南葛SCの女子チーム南葛SC WINGSの監督に就任した。2021年12月20日、退任が発表された。
2022年、習志野シティFCの監督に就任した。 2024年2月末で任期満了となった。

## 所属クラブ
ユース経歴
- 1990年 - 1995年 高三サッカークラブ (杉並区立高井戸第三小学校[3])
- 1996年 - 1998年 東京ガスFCジュニアユース (杉並区立向陽中学校[3])
- 1999年 - 2001年 FC東京U-18 (日本学園高校[2])

プロ経歴
- 2002年 - 2005年  FC東京
  - 2003年7月 - 9月  FCポルト (留学)
  - 2004年  大宮アルディージャ (期限付き移籍)
- 2006年 - 2007年  湘南ベルマーレ
- 2008年 - 2011年  セレッソ大阪
- 2012年 - 2013年  アビスパ福岡
- 2015年7月 - 12月  CORAZONマタドール
- 2016年 - 2017年  南葛SC (コーチ兼任)

## 個人成績
| 国内大会個人成績 | 国内大会個人成績 | 国内大会個人成績 | 国内大会個人成績 | 国内大会個人成績                       | 国内大会個人成績 | 国内大会個人成績 | 国内大会個人成績 | 国内大会個人成績 | 国内大会個人成績 | 国内大会個人成績 | 国内大会個人成績 |
| 年度             | クラブ           | 背番号           | リーグ           | リーグ戦                               | リーグ戦         | リーグ杯         | リーグ杯         | オープン杯       | オープン杯       | 期間通算         | 期間通算         |
| 年度             | クラブ           | 背番号           | リーグ           | 出場                                   | 得点             | 出場             | 得点             | 出場             | 得点             | 出場             | 得点             |
| 日本             | 日本             | 日本             | 日本             | リーグ戦                               | リーグ戦         | リーグ杯         | リーグ杯         | 天皇杯           | 天皇杯           | 期間通算         | 期間通算         |
| ---------------- | ---------------- | ---------------- | ---------------- | -------------------------------------- | ---------------- | ---------------- | ---------------- | ---------------- | ---------------- | ---------------- | ---------------- |
| 2002             | FC東京           | 32               | J1               | 1                                      | 0                | 0                | 0                | 0                | 0                | 1                | 0                |
| 2003             | FC東京           | 32               | J1               | 0                                      | 0                | 0                | 0                | 0                | 0                | 0                | 0                |
| 2004             | 大宮             | 19               | J2               | 0                                      | 0                | -                | -                | 0                | 0                | 0                | 0                |
| 2005             | FC東京           | 30               | J1               | 0                                      | 0                | 0                | 0                | 0                | 0                | 0                | 0                |
| 2006             | 湘南             | 21               | J2               | 47                                     | 0                | -                | -                | 2                | 0                | 49               | 0                |
| 2007             | 湘南             | 21               | J2               | 31                                     | 0                | -                | -                | 2                | 0                | 33               | 0                |
| 2008             | C大阪            | 16               | J2               | 17                                     | 0                | -                | -                | 0                | 0                | 17               | 0                |
| 2009             | C大阪            | 16               | J2               | 2                                      | 0                | -                | -                | 1                | 0                | 3                | 0                |
| 2010             | C大阪            | 16               | J1               | 11                                     | 0                | 2                | 0                | 0                | 0                | 13               | 0                |
| 2011             | C大阪            | 32               | J1               | 4                                      | 0                | 0                | 0                | 0                | 0                | 4                | 0                |
| 2012             | 福岡             | 21               | J2               | 19                                     | 0                | -                | -                | 1                | 0                | 20               | 0                |
| 2013             | 福岡             | 21               | J2               | 19                                     | 0                | -                | -                | 0                | 0                | 19               | 0                |
| 2015             | コラソン         |                  | 東京都3部        |                                        |                  | -                | -                | -                | -                |                  |                  |
| 2016             | 南葛             | 4                | 東京都2部        |                                        | 2                | -                | -                | -                | -                |                  | 2                |
| 2017             | 南葛             | 21               | 東京都2部        |                                        |                  | -                | -                | -                | -                |                  |                  |
| 通算             | 日本             | 日本             | J1               | 16                                     | 0                | 2                | 0                | 0                | 0                | 18               | 0                |
| 通算             | 日本             | 日本             | J2               | 135                                    | 0                | -                | -                | 6                | 0                | 141              | 0                |
| 通算             | 日本             | 日本             | 東京都2部        |                                        | 2                | -                | -                | 0                | 0\|\|\|\|        |                  |                  |
| 通算             | 日本             | 日本             | 東京都3部        | \|\|\|\|colspan=2\|-\|\|0\|\|0\|\|\|\| |                  |                  |                  |                  |                  |                  |                  |
| 総通算           | 総通算           | 総通算           | 総通算           | 151                                    | 0                | 2                | 0                | 6                | 0                | 159              | 0                |

| 国際大会個人成績 | 国際大会個人成績 | 国際大会個人成績 | 国際大会個人成績 | 国際大会個人成績 |
| 年度             | クラブ           | 背番号           | 出場             | 得点             |
| AFC              | AFC              | AFC              | ACL              | ACL              |
| ---------------- | ---------------- | ---------------- | ---------------- | ---------------- |
| 2011             | C大阪            | 32               | 2                | 0                |
| 通算             | AFC              | AFC              | 2                | 0                |

- 2002年4月06日 - Jリーグ初出場：J1・1st第5節 vsジェフユナイテッド市原 (国立)
- 2012年4月27日 - J2・100試合出場：J2第10節 vs東京ヴェルディ (レベスタ)

## 代表歴
- 2001年 U-18日本代表候補
- 2002年 U-19日本代表[1] - Nokia debitel Cup、SBSカップ、AFCユース選手権カタール大会
- 2003年 U-20日本代表[1]

## 指導歴
- FC東京 普及部コーチ[24]
- 南葛SC トップチームヘッドコーチ[24]
- 南葛SC WINGS 監督[25]
- 習志野シティFC監督[27]